# Bodo von Wartenberg
Bodo Hans Paul von Wartenberg (* 6. Dezember 1890 in Luggendorf; † 26. April 1954 in Bad Honnef) war ein deutscher Offizier, zuletzt Generalmajor der Wehrmacht.

## Leben
Bodo von Wartenberg trat am 22. Oktober 1910 als Fahnenjunker in die Armee ein. Am 19. Juni 1912 wurde er im Garde-Grenadier-Regiment 2 zum Leutnant befördert und nahm am Ersten Weltkrieg teil. In diesem Regiment wurde er erst Zugführer und später Führer der I. Kompanie. Am 18. August 1917 wurde er zum Oberleutnant befördert. Bis Kriegsende erhielt er u. a. das Eiserne Kreuz I. Klasse und, da er im Garde-Grenadier-Regiment 2 gedient hatte, das Österreichisch-ungarische Militär-Verdienstkreuz, III. Klasse, verliehen.
Nach dem Krieg wurde er in die Reichswehr übernommen und kam später in das 3. Infanterie-Regiment. Dort diente er u. a. 1923 im Stab des III. Bataillons. Am 1. April 1925 zum Hauptmann befördert, war er 1930 Chef der 10./12. Infanterie-Regiment (Magdeburg).
In der Wehrmacht erfolgte seine Beförderung zum Oberstleutnant am 1. Oktober 1936. Ab Februar 1938 war er im Stab des Infanterie-Regiments 8. In dieser Position wurde er am 1. Juni 1939 zum Oberst befördert. Zu Beginn des Zweiten Weltkriegs war er ab 1. September 1939 Kommandeur des neu aufgestellten Infanterie-Regiments 196, mit welchem er am Überfall auf Polen teilnahm. Nachdem das Regiment an die Ostfront verlegt worden war, wurde Wartenberg am 1. Februar 1940 in die Führerreserve versetzt. Es folgte seine Kommandierung als Kommandeur der Waffenschullehrgänge im Wehrkreis III. Vom 2. August 1940 bis 2. Februar 1941 war er Leiter der Heereskontrollkommission I. Wartenberg wurde anschließend erneut in die Führerreserve versetzt. Zum 24. Juli 1941 übernahm er das Kommando über das neu aufgestellte Infanterie-Ersatz-Regiment 3 (Frankfurt an der Oder). Anschließend war er vom 20. Mai 1942 bis 1. November 1942 Kommandeur der neu aufgestellten Ersatz-Brigade Großdeutschland. Es folgte wieder eine Zeit in der Führerreserve, in welcher Wartenberg am 1. Januar 1943 zum Generalmajor befördert wurde. Ab 8. März 1943 war er Kommandeur der Osttruppen z. b. V. 703 und ab 16. Oktober 1943 Kommandeur der Osttruppen des Oberbefehlshabers West. Er blieb auch deren Kommandeur als die Dienststelle am 22. Mai 1944 in Freiwilligen-Verbände beim Oberbefehlshaber West umbenannt wurde. Am 8. Juni 1944 wurde er Kommandeur der Freiwilligenverbände beim Befehlshaber des Ersatzheeres.
Ab 9. September 1944 war Wartenberg als Nachfolger von Generalmajor Wilhelm von Henning Kommandeur der Freiwilligen-Stamm-Division. Dies blieb er bis zur Auflösung der Division.
Am 7. Februar 1935 hatte er in Dresden Elsa Wunderlich (1902–1991) geheiratet. Er wohnte zuletzt in Bad Honnef und wurde dort auf dem Neuen Friedhof beigesetzt.